# Gmina Kiełczygłów
Kiełczygłów (deutsch Kielczyglow, 1943–1945 Keilerbach) ist ein Dorf und Sitz der gleichnamigen Gemeinde im Powiat Pajęczański der Woiwodschaft Łódź, Polen.

## Verkehr
Der Bahnhof Chorzew Siemkowice und der Haltepunkt Huta an der Bahnstrecke Chorzów–Tczew liegen im Gemeindegebiet.

## Gemeinde
Zur Landgemeinde Kiełczygłów gehören 14 Ortsteile mit einem Schulzenamt:
| Brutus (1943–1945 Brutenau) Chorzew (1943–1945 Kurzheim) Dąbrowa Dryganek Duży Glina Mała | Gumnisko Huta Kiełczygłów Kiełczygłówek Kolonia Chorzew | Obrów Osina Mała Skoczylasy (1943–1945 Springwald) Studzienica (1943–1945 Brunnenort) |

Weitere Ortschaften der Gemeinde sind:
| Beresie Małe Beresie Duże Chruścińskie Dryganek Mały Glina Duża (1943–1945 Lehmhütte) Jaworznica Kiełczygłów-Okupniki | Kolonia Kiełczygłów Kule Kuszyna Lipie Ławiana Osina Duża | Otok (1943–1945 Otternfeld) Pierzyny Duże Pierzyny Małe Podrwinów Tuchań Wyręba |